# Maarten Wynants
Maarten Wynants (Hasselt, Limburg, 13 de maig de 1982) fou un ciclista belga, professional des del 2005. Des del 2008 fins a la seva retirada al Tour de Flandes de 2021 va córrer a l'equip Team LottoNL-Jumbo. Una vegada retirat passà a exercir de director esportiu a l'equip Jumbo-Visma.
En el seu palmarès destacà la victòria al campionat nacional en ruta sub-23.

## Palmarès
- 2004
  -  Campió de Bèlgica sub-23 en ruta
- 2006
  - 1r a Ninove
- 2010
  -  Premi la combativitat a la 1a etapa del Tour de França

### Resultats a la Volta a Espanya
- 2009. 113è de la classificació general
- 2015. No surt (13a etapa)

### Resultats al Tour de França
- 2010. 117è de la classificació general.  Premi la combativitat en la 1a etapa
- 2012. No surt (7a etapa)
- 2013. 132è de la classificació general
- 2014. 117è de la classificació general
- 2016. 138è de la classificació general

### Resultats al Giro d'Itàlia
- 2013. Abandona (16a etapa)